# Валерсдорф
Валерсдорф (њем. Wallersdorf) град је у њемачкој савезној држави Баварска. Једно је од 15 општинских средишта округа Динголфинг-Ландау. Према процјени из 2010. у граду је живјело 6.745 становника. Посједује регионалну шифру (AGS) 9279137.

## Географски и демографски подаци
Валерсдорф се налази у савезној држави Баварска у округу Динголфинг-Ландау. Град се налази на надморској висини од 334 метра. Површина општине износи 71,2 km². У самом граду је, према процјени из 2010. године, живјело 6.745 становника. Просјечна густина становништва износи 95 становника/km².